# 亞得里亞海微眉䲁
亞得里亞海微眉䲁，為輻鰭魚綱鳚形目䲁科微眉䲁屬的一種，分布於亞得里亞海、愛琴海、馬摩拉海及黑海海域，深度0至5公尺，體長可達5公分，棲息在沿岸淺水域，以藻類及小型無脊椎動物為食，雌魚產附著性卵，雄魚有護卵行為，生活習性不明。